# 彭榶
彭榶（15世紀—16世紀），北直隸河間府景州吳橋縣豐樂里人，明朝政治人物。

## 生平
彭榶是成化十九年（1489年）的舉人，授臨洮推官，臨洮位處邊境強悍難治，他用以禮義化解強暴、以刑罰懲戒奸民，兩年後民俗變好，得到布政使和按察使推稱。到期入朝陛見，他卻請求致仕回鄉，對待異母弟彭儀倍加友愛，祖上遺下的二頃郭田盡給對方。

## 引用
1. 1 2  光緖《重修吳橋縣志·卷七·人物志上》：彭榶，豐樂里人，成化癸卯舉人，任陝西臨洮府推官，府近邊強悍難治，榶以禮義化強暴、以刑罰懲奸頑，二載民安俗美，布按推稱。及期陛見，乞致仕歸，待異母弟儀倍友愛，祖遺負郭田二頃盡與之。